# Manokia stiasnyi
Manokia stiasnyi Bigelow, 1938 è una cubomedusa appartenente alla famiglia Alatinidae. È l'unica specie nota del genere Manokia.

## Caratteristiche
Come molte altre specie fra le Alatinidae, la M. stiasnyi è stata confusa con la Carybdea alata, che era stata descritta in modo molto generico nel 1830 da Reynaud, ma studi più recenti hanno permesso di identificarla come specie nuova.
L'ombrella della stiasnyi misura circa 23 mm di lungo per 10 mm di diametro. I tentacoli sono quattro e partono da pedalia a forma di scalpello (quattro muscoletti allungati alla base della campana) sprovvisti di nematocisti.  Gli organi sensoriali, i ropali, sono dotati di quattro occhi, di cui alcuni provvisti di lenti.  L'esombrella è puntellato da delle verruche, che si estendono anche sul velarium, il quale ha quattro canali per sezione, un'altra caratteristica peculiare della specie.
In comune con il genere Alatina, ha il piccolo stomaco dotato di facelle dalla tipica forma di mezza luna e con lunghi cirri gastrici, come la A. rainensis ad esempio, e le nicchie che proteggono i ropali sono a forma di T.
La caratteristica fisica che contraddistingue in particolar modo questa specie sono i tentacoli. Sui tentacoli, i nematocisti si estendono in corte ramificazioni, circa otto per tentacolo. Stiasny pensava che i tentacoli fossero ramificati, una caratteristica che lo portò a pensare che l'esemplare esaminato fosse una giovane Chiropsalmus quadrigatus con numerosi tentacoli. La M. stiasnyi è però una Carybdeida, con un solo tentacolo per pedalium e non una Chirodropida, con un gruppo di tentacoli attaccato ad ogni pedalia: sono in realtà i nematocisti ad avere questa particolare forma che fa pensare a ramificazioni sul tentacolo.

## Distribuzione e habitat
La M. stiasnyi vive nelle acque del Pacifico. Il primo esemplare riconosciuto come nuova specie è stato raccolto il 10 marzo 1929 presso Manokwari, in Nuova Guinea, località alla quale del genere deve il suo nome.